# Mil Mi-28
Il Mil Mi-28 (in cirillico: Миль Ми-28, nome in codice NATO: Havoc) è un elicottero d'attacco biturbina, di fabbricazione sovietica prima e russa poi, sviluppato dall'OKB diretto da Michail Leont'evič Mil' all'inizio degli anni ottanta ed entrato in servizio nelle forze aeree russe nel 2009.
Progettato per missioni di scorta e ricognizione armata è, al contrario del Mil Mi-24 che sostituisce, ottimizzato nel ruolo contro-carro grazie ad una cabina corazzata ed un armamento pesante nel cui novero rientrano anche missili guidati, razzi ed un cannone da 30 mm. Capace di neutralizzare bersagli in volo a bassa velocità, lo sviluppo è stato sospeso a causa delle difficoltà economiche derivanti dalla dissoluzione dell'URSS ed è stato ufficialmente ripreso, con una variante ognitempo denominata Mi-28N, solo ad inizio anni 2000 sotto l'egida di Russian Helicopters, attuale costruttore del velivolo.
In servizio attivo presso le forze armate di Algeria ed Iraq, il Mi-28N ha ricevuto il battesimo del fuoco durante la Guerra civile siriana e da tale impiego è stata sviluppata una nuova versione, denominata Mi-28NM, il cui primo volo è avvenuto nel 2016. Tutti i Mi-28N in servizio presso le forze aerospaziali saranno aggiornati a questo standard.
Al 2021, tale versione è in fase di acquisizione in 98 esemplari presso le Forze aerospaziali russe.

## Storia
Lo sviluppo dell'Havoc iniziò nel 1972 dopo il completamento del Mi-24: un caso unico di elicottero d'attacco dotato anche di capacità di trasporto. Il nuovo progetto, pur ispirandosi al Mi-24, prevedeva una riduzione della capacità di trasporto da 8 uomini a 3 e pertanto era prevista la rimozione della cabina passeggeri a beneficio di migliori prestazioni, tra cui una maggiore velocità massima, considerata fondamentale per il previsto specifico ruolo controcarro, antielicottero e di copertura durante le operazioni di sbarco dagli altri elicotteri.
Inizialmente furono prese in considerazione molte configurazioni possibili, tra cui una non convenzionale con due rotori trasversali, posti insieme ai motori all'estremità di ali. All'elicottero sarebbe stata aggiunta un'ulteriore elica di spinta sulla coda trasformandolo in elicoplano. Nel 1977, i progettisti optarono invece per un disegno più classico a rotore singolo, ma con sostanziali differenze rispetto al Mi-24 negli abitacoli dei piloti, pensati più piccoli e squadrati.
Nel 1981 venne approvata una configurazione e costruito il relativo mock-up. Il 10 novembre 1982 il prototipo (indicato come n. 012) effettuò il primo volo seguito da un secondo prototipo (n. 022) costruito nel 1983. L'anno successivo i prototipi completarono una prima serie di prove di accettazione da parte delle autorità sovietiche, ma nell'ottobre 1984, la Sovetskie Voenno-vozdušnye sily selezionò il più avanzato Kamov Ka-50 per il ruolo di elicottero controcarro. Lo sviluppo del Mi-28 fu continuato, ma venne data priorità minore. Nel dicembre 1987 fu approvata la produzione del Mi-28 presso lo stabilimento Rosvertol di Rostov sul Don.
Il primo prototipo di Mi-28A (n. 032) volò per la prima volta nel gennaio 1988. Era dotato di motori più potenti rispetto ai prototipi precedenti e di un rotore di coda a "x" a pale non perpendicolari a differenza dei prototipi precedenti che adottavano un disegno più convenzionale a tre pale. La nuova versione debuttò al Salone internazionale dell'aeronautica e dello spazio di Parigi-Le Bourget del giugno 1989.
Nel 1990 la Mil firmò un accordo per esportare parti di Mi-28A in Iraq e per assemblare presso quel paese una versione Mi-28L, ma le attività vennero interrotte dalla guerra del Golfo.
Nel 1991 venne costruito un secondo Mi-28A (n. 042), ma il programma fu cancellato nel 1993, perché considerato non competitivo con il Ka-50, e in particolare l'elicottero veniva reputato non in grado di operare in condizioni "ognitempo".
Nel 1995 venne presentata un'altra variante: il Mi-28N, per il quale la "N" aveva il significato di "notte". Il prototipo (n. 014) volò per la prima volta il 14 novembre 1996. L'innovazione principale rispetto ai predecessori, era l'adozione di un radar posizionato in un radome al di sopra del rotore principale, in una configurazione simile a quella dell'elicottero d'attacco statunitense AH-64D Longbow Apache. Il nuovo modello aveva anche sistemi di visione e mira migliorati posti sotto il naso e che comprendevano una telecamera e un FLIR per la visione nell'infrarosso, lo sviluppo della variante fu però interrotto per mancanza di fondi. Un secondo prototipo con un rotore migliorato venne presentato al pubblico nel marzo 2004 dalla Rosvertol.
Il cambiamento nella dottrina militare russa a seguito del termine della guerra fredda, portò alla diminuzione di importanza degli elicotteri anticarro come il Ka-50, la cui versione ognitempo e biposto, il Ka-52, aveva prestazioni inferiori a causa dell'aumento di peso. I vantaggi del Mi-28N, quali la capacità ognitempo, il costo inferiore e la similitudine con il Mi-24, assunsero quindi una maggiore importanza come fattori di valutazione per le forze armate russe. Nel 2003 il capo della Aeronautica Militare Russa dichiarò che il Mi-28N sarebbe diventato l'elicottero d'attacco russo standard.
Il primo Mi-28N di produzione fu preso in carico dall'esercito russo e insieme ai due esemplari di pre-serie è stato utilizzato per una serie di prove. L'Havoc è entrato in servizio nel 2006 insieme con il Ka-50/Ka-52. Dieci elicotteri sono stati ordinati per il 2006 su un totale di 300 in corso di acquisizione entro il 2015.
Il primo impiego bellico è avvenuto durante la liberazione della città siriana di Palmira dall'ISIS nel marzo 2016.
È stato utilizzato durante l'invasione russa in Ucraina del 2022, durante la quale vi è stata conferma video di almeno un esemplare abbattuto.

## Caratteristiche
Il Mi-28 ha due cockpit pesantemente corazzati e una completa dotazione avionica installata nel naso.
I motori sono due turboalberi Isotov TV-3-117VM da 2200 shp. Il rotore principale è a cinque pale con un rotore di coda a "x" di 55 gradi per la riduzione del rumore.
Sebbene il Mi-28 non sia pensato per il trasporto truppe, dispone di un vano di carico in grado di trasportare tre persone. La caratteristica consente di caricare equipaggi di altri elicotteri abbattuti in caso di operazioni di soccorso.

## Varianti

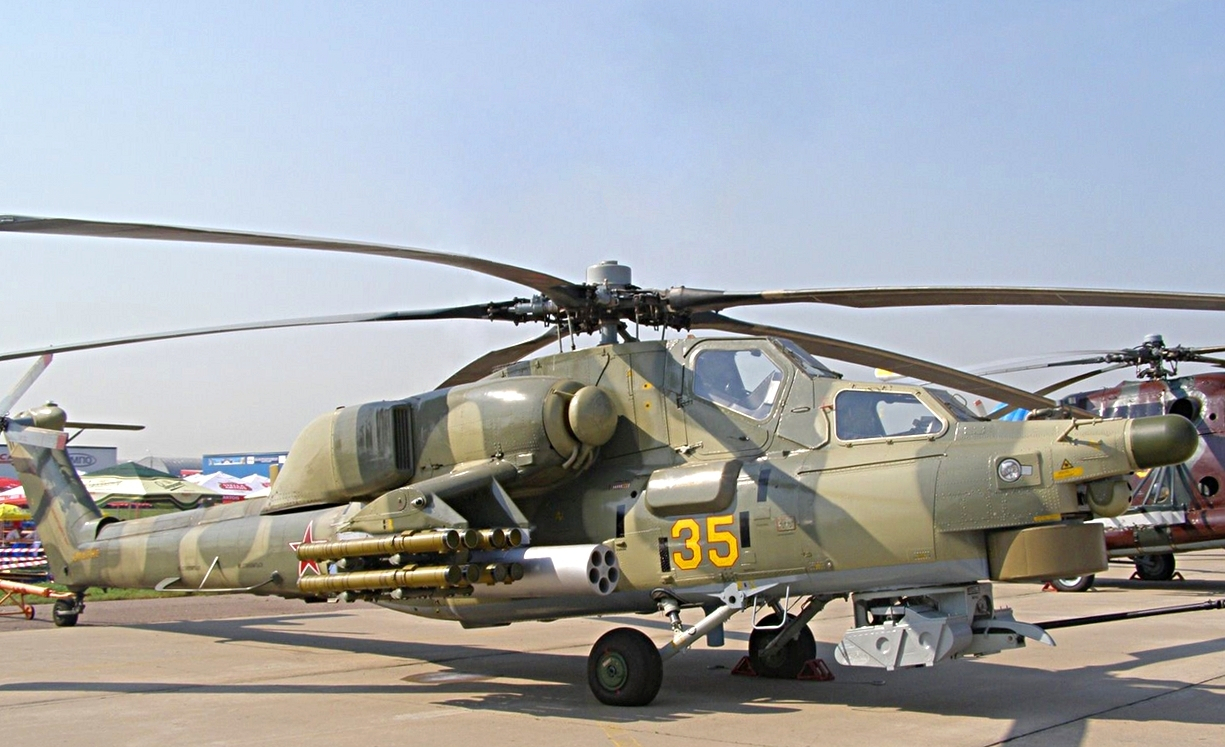
Mi-28N in esposizione alla fiera aeronautica MAKS-2007.
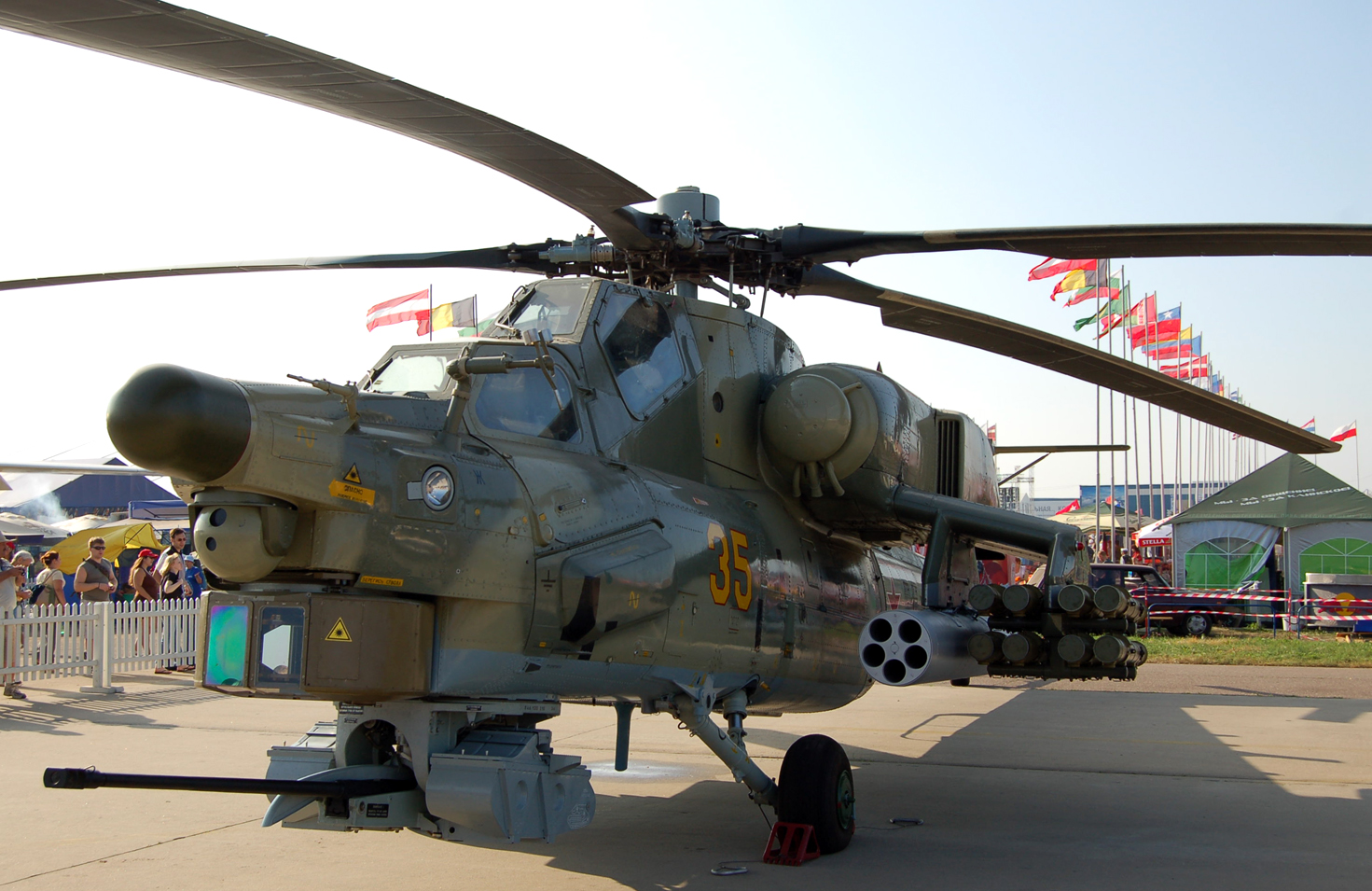
I sensori del naso visibili su un Mi-28N in esposizione alla fiera aeronautica MAKS-2007.
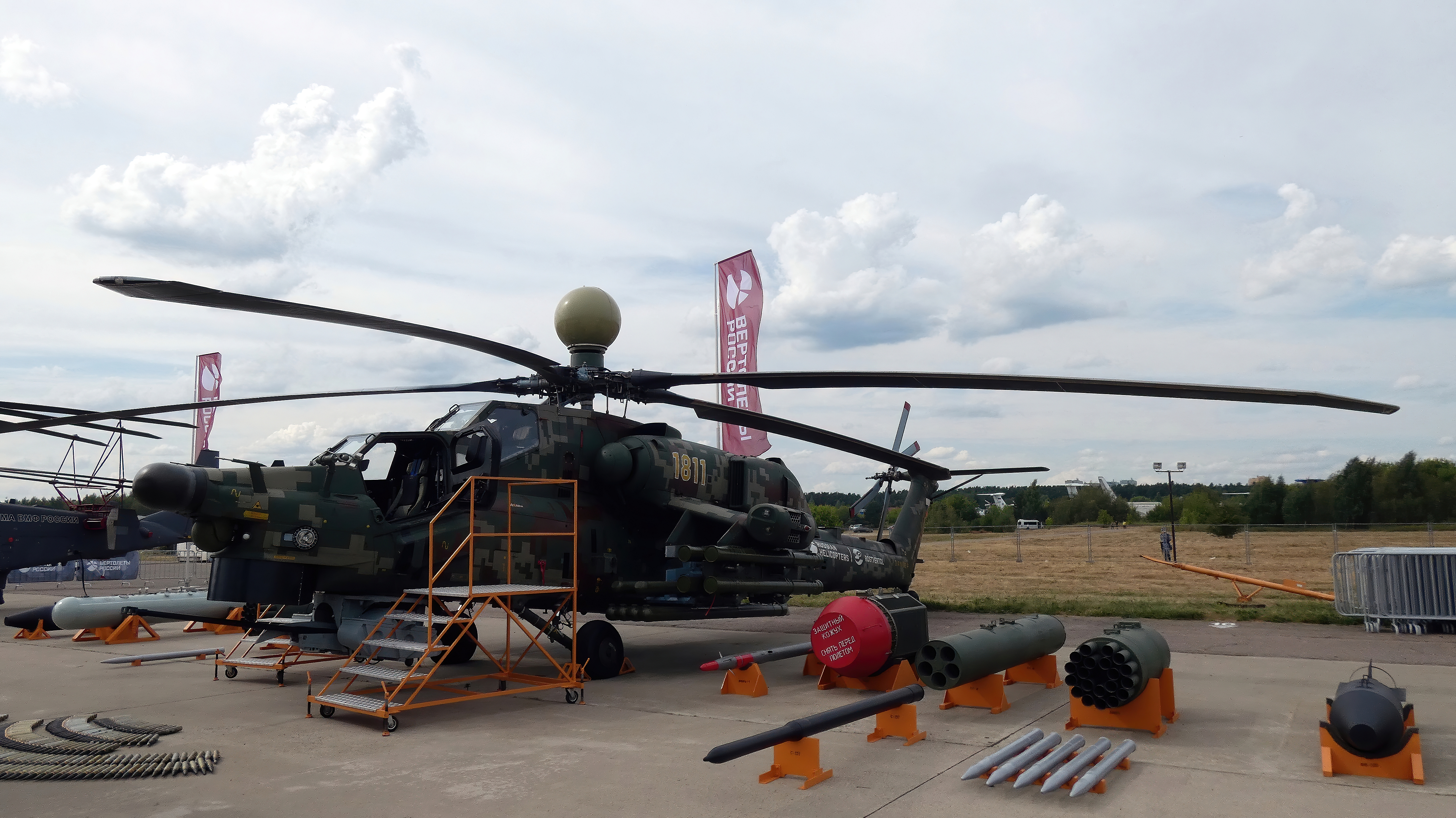
Mi-28NM al MAKS-2021 airshow.
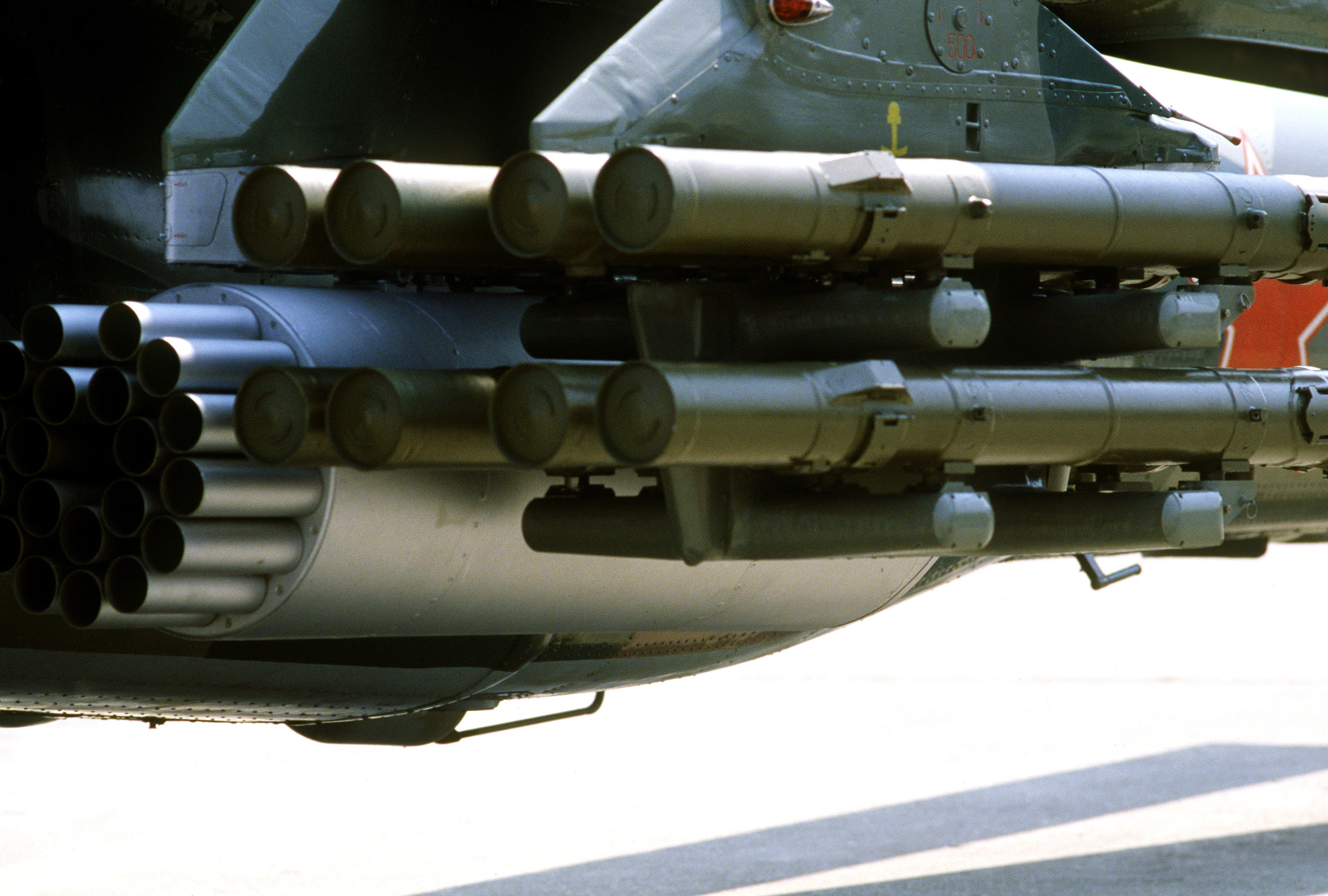
Carichi bellici per il Mil Mi-28.
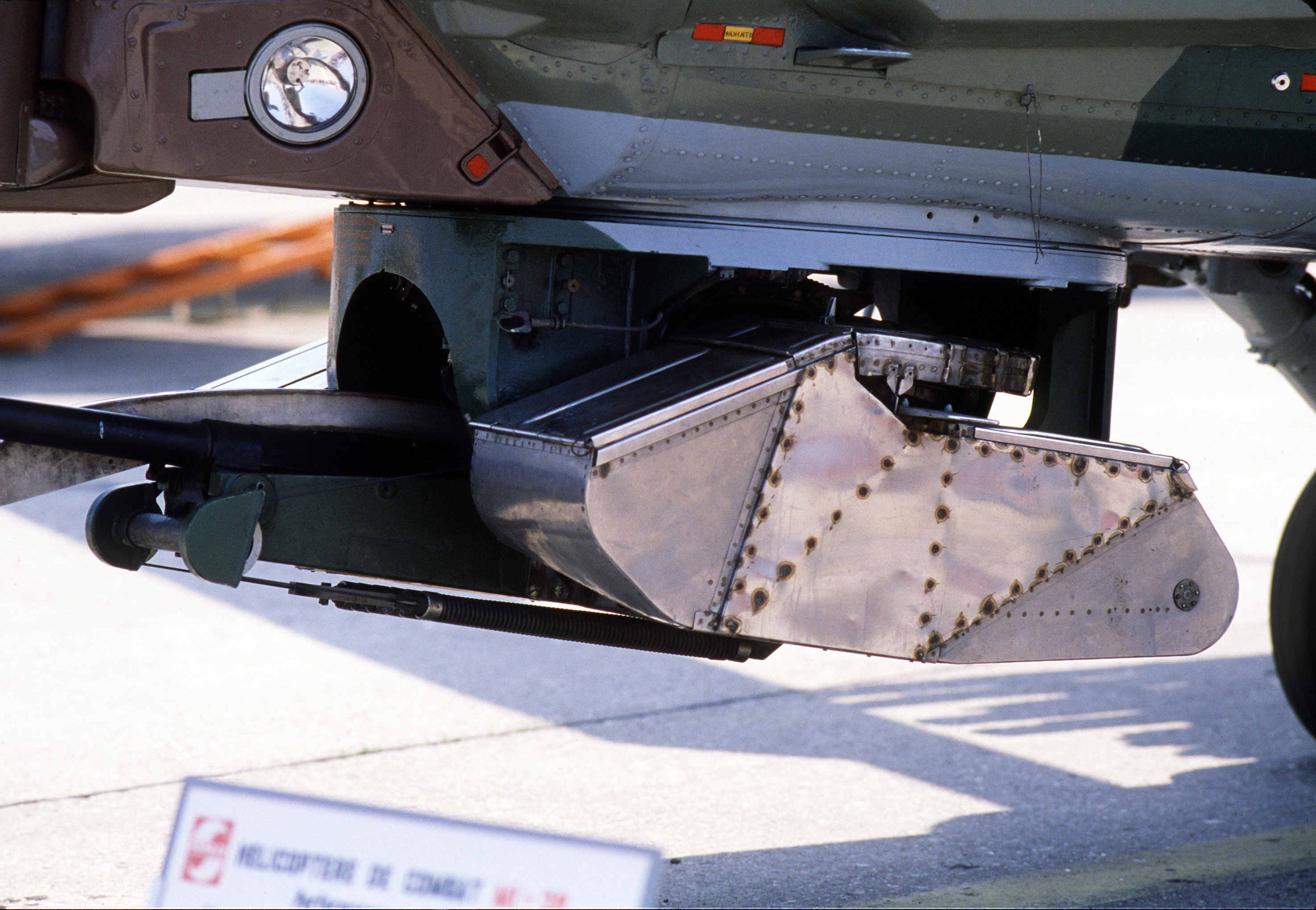
Il cannone da 30 mm.
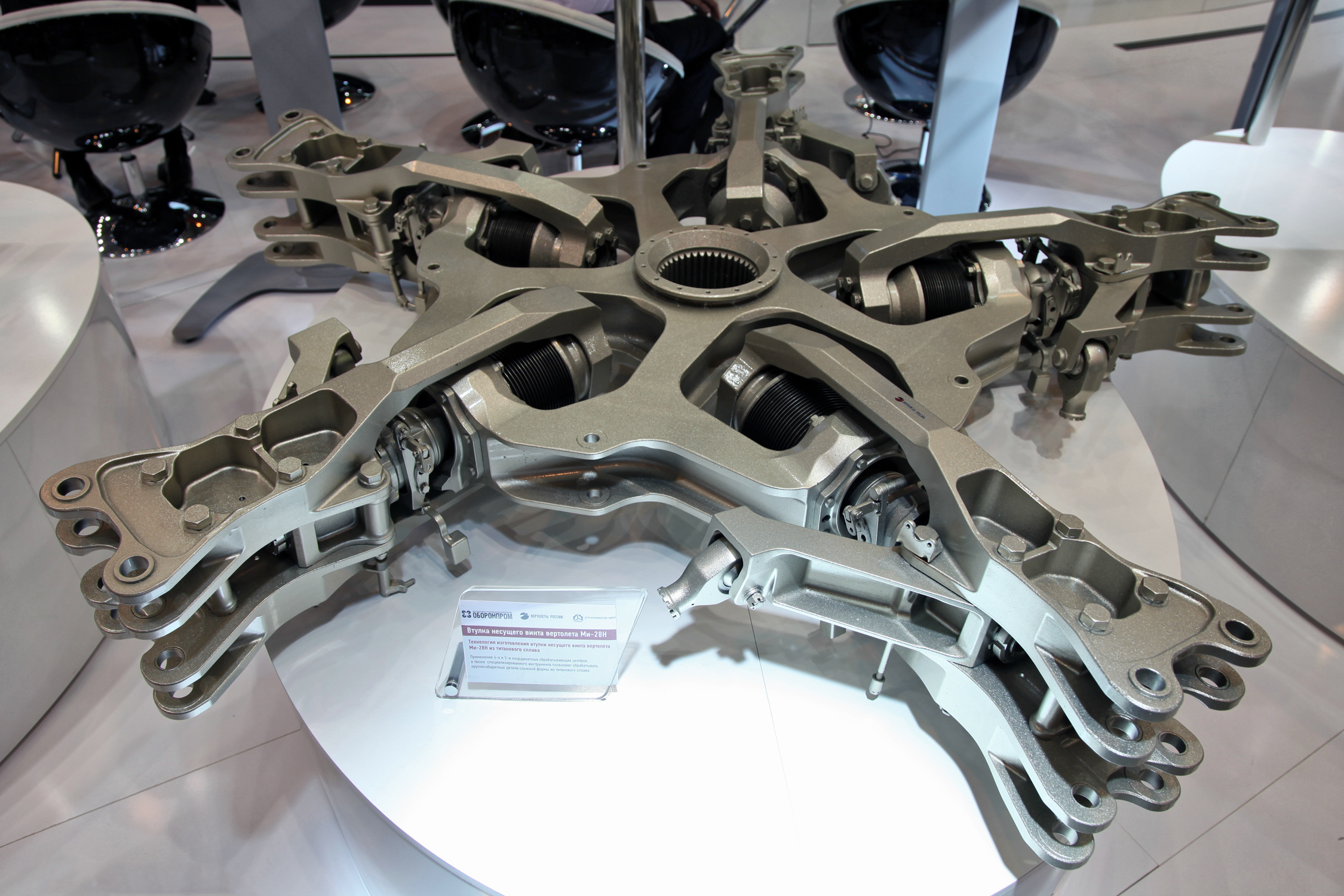
Dettaglio dei cinematismi del rotore principale di un Mil Mi-28N.

Mi-28: prototipo, 2 esemplari.
Mi-28A: versione anticarro avviata in produzione, prodotta in 2 esemplari.
Mi-28L: versione prodotta su licenza preparata per l'Iraq nel 1990, mai prodotta.
Mi-28N Night Hunter: versione ogni-tempo equipaggiata con radar millimetrico sulla testa del rotore, telecamera a infrarossi e puntatore laser, prodotta in serie.
Mi-28NE: versione da esportazione del Mi-28N.
Mi-28NM Night SuperHunter: versione radicalmente aggiornata del Mi-28N, equipaggiata con nuovi motori, suite avionica e missili dalla portata maggiorata (fino a 25km). Un nuovo disegno è stato proposto per le pale del rotore che dovrebbero permettere al velivolo di raggiungere velocità prossime ai 400 km/h.
Mi-28UB: versione a doppi comandi utilizzata anche per l'addestramento.

## Utilizzatori
Algeria
- Al-Quwwat al-Jawwiyya al-Jaza'iriyya

12 Mi-28NE ordinati a dicembre 2013, 12 in servizio al giugno 2020.
 Bangladesh
- Bangladesh Biman Bahini

8 Mi-28NE selezionati il 2022.
 Iraq
- Al-Quwwat al-Barriyya al-ʿIrāqiyya

36 Mi-28NE ordinati, 17 consegnati al dicembre 2021.
 Russia
- Vozdušno-kosmičeskie sily:

Al 2020, 2 Mi-28NM, 90 Mi-28N Night Hunter e 12 Mi-28UB in servizio. Ordini per ulteriori 96 Mi-28NM e 12 Mi-28UB entro il 2027.
- 344° Centro d'Addestramento al Combattimento e d'Addestramento al Personale di Volo, Toržok.
- 55º Reggimento Elicotteri indipendente, Korenovsk, riportato come il primo reparto operativo con l'Havoc.
- 118º Reggimento Elicotteri - Dmitriyevka, Oblast.

 Uganda
- Ugandan Air Force

6 Mi-28NE ordinati, con i primi tre esemplari consegnati a giugno 2022.

## Elicotteri comparabili
- Stati Uniti Bell AH-1 SuperCobra
- Boeing AH-64 Apache
- Denel AH-2 Rooivalk
- AgustaWestland AW129
- CAIC WZ-10
- Eurocopter Tiger
- Eurocopter Panther
- HAL Light Combat Helicopter
- Kawasaki OH-1
- Kamov Ka-52
- / Mil Mi-24

## Il Mil Mi-28 Havoc nella cultura di massa
- L'Havoc viene utilizzato nella modalità multiplayer dei videogiochi Battlefield 3 e Battlefield 4, utilizzabili dalla fazione russa in entrambi i giochi.
- L'Havoc è presente nel gioco ArmA III, chiamato "Mi-48 Kajman" ed è utilizzato dalle forze nemiche della NATO, la CSAT.
- Il Mi-28 è utilizzabile nel gioco Ace Combat: Assault Horizon.